# Bataille de l'Allia
Pour les articles homonymes, voir Allia.
- Rome (404 av. J.-C.)
- Melpum (396 av. J.-C.)
- Allia (390 av. J.-C.)
- Rome (396 av. J.-C.)
- Rome (390 av. J.-C.)
- Rivière Anio (367 av. J.-C.)
- autariates (310 av. J.-C.)
- Clusium (295 av. J.-C.)
- Sentinum (295 av. J.-C.)
- Arretium (284 ou 283 av. J.-C.)
- Vadimon (283 av. J.-C.)
- Macédoine (279 av. J.-C.)
- Fiesole (225 av. J.-C.)
- Télamon (225 av. J.-C.)
- Clastidium (222 av. J.-C.)
- Crémone (200 av. J.-C.)
- Placentia (en) (194 av. J.-C.)
- Mutina (en) (193 av. J.-C.)

La bataille de l'Allia se déroule le 18 juillet 390/389 selon la chronologie varronienne ou 387/386 av. J.-C. selon la chronologie grecque et oppose les Gaulois Sénons de Brennus aux troupes de la République romaine sur les rives de l'Allia, un affluent du Tibre, à seulement 16 kilomètres de Rome. Les Gaulois remportent une victoire écrasante qui leur ouvre la route de Rome. Les Romains ont tout juste le temps de mettre en sûreté à Cæré les vestales et les flamines qui emportent les objets sacrés. Quelques jours plus tard, Rome est investie par les Gaulois et mise à sac.

## Contexte historique

### Les migrations gauloises
Depuis le milieu du VIe siècle av. J.-C., le monde celtique est secoué par de grands mouvements de migration. Des peuples gaulois s'installent dans le Nord de l'Italie et commencent à s'infiltrer jusqu'en Émilie et en Romagne. Ce mouvement se transforme peu à peu en invasion qui prend toute son ampleur au début du IVe siècle av. J.-C. Il est possible qu'il s'inscrive dans un contexte plus large notamment dans le vaste conflit qui oppose les Syracusains, Grecs de Sicile, au monde étrusque. En effet, à cette époque, ces deux empires maritimes se disputent le contrôle de la mer Tyrrhénienne. La chronologie de cet affrontement offre un synchronisme avec les invasions gauloises en Italie qui laisse penser que les deux événements sont liés. Ainsi, les Gaulois intervenant en Italie, bousculant les Étrusques sur leurs terres, se présentent comme des alliés de circonstances au tyran syracusain Denys l'Ancien qui a pu profiter, voire provoquer, ces invasions,.

### Les Romains après la prise de Véies
À cette même époque, les Romains multiplient les campagnes militaires contre les Étrusques de Véies. En 396 av. J.-C., ils finissent par s'emparer de la ville étrusque après un siège long de dix ans selon la tradition. Ce succès militaire met un terme à une guerre qui remonte aux premières années du Ve siècle av. J.-C. Il permet aux Romains de prendre le contrôle du trafic du sel qui suit la via Salaria et des ravitaillements de blé qui descendent le Tibre. Les Romains peuvent désormais prendre une part active dans les échanges commerciaux entre l'Étrurie et la Campanie dont les routes commerciales évitaient Rome auparavant. Rome n'a donc jamais été aussi puissante, d'un point de vue militaire comme économique, et semble invincible. L'invasion gauloise met un terme temporaire à cette expansion, représentant pour Rome un des plus grands dangers auquel la ville a dû faire face jusqu'alors.

## L'invasion de Brennus

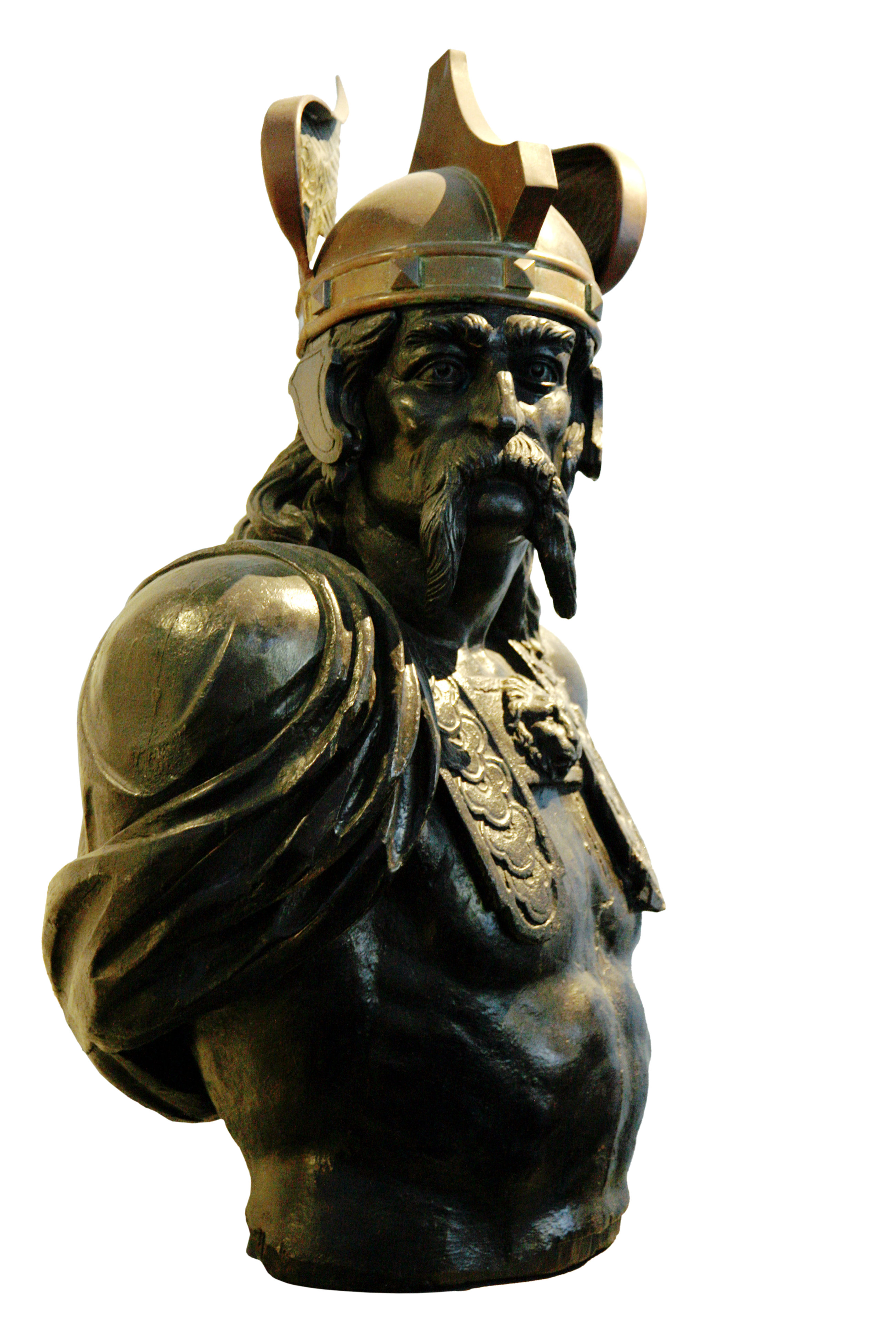
Buste de Brennus.

### Le récit légendaire

#### La légende d'Arruns et Lucumon
Un groupe de Gaulois menés par Brennus franchit les Apennins et pénètre sur le territoire de Clusium (actuelle Chiusi). D'après Pline l'Ancien, le but de ces Gaulois est de s'emparer de produits méditerranéens qu'un artisan formé à Rome aurait introduits chez les Celtes,. Selon la tradition la plus courante, reprise par Tite-Live, Denys d'Halicarnasse ou Plutarque, c'est un habitant de Clusium nommé Arruns, qui aurait fait venir les Gaulois, en échange de ces produits méditerranéens, pour l'aider à faire valoir ses droits face à Lucumon, ce dernier ayant obtenu par la corruption le soutien des Clusiniens. Les Gaulois établissent leurs campement à l'extérieur de la ville et commencent à négocier l'obtention d'une partie des terres.

#### L'intervention des ambassadeurs romains
Selon la tradition, les Clusiniens, dépassés par le nombre des Gaulois, implorent l'arbitrage et le secours des Romains. Ces derniers n'envoient pas d'armée mais trois ambassadeurs, trois fils du consulaire Marcus Fabius Vibulanus, pour inviter les Gaulois à quitter les terres de Clusium. Mais les Gaulois, ignorant encore l'existence même des Romains, refusent de céder. Les Clusiniens passent alors à l'offensive pour forcer les Gaulois à partir. C'est au cours d'une des attaques que les ambassadeurs romains, prenant part à la bataille, sont aperçus tuant un chef gaulois et dépouillant son cadavre. Les Gaulois envoient immédiatement des émissaires à Rome pour exiger que leur soient livrés les ambassadeurs, ce que les Romains refusent. Ce refus est interprété comme un casus belli par Brennus et ses hommes qui marchent sur Rome pour obtenir réparation. De retour à Rome, les Fabii ne sont pas sanctionnés pour leurs fautes mais au contraire sont élus tribuns militaires à pouvoir consulaire et prennent le commandement de la guerre qui se prépare.

### L'analyse moderne
Le récit construit autour de la circulation de produits méditerranéens censés être inconnus des Gaulois ne peut être considéré comme historique. En effet, ces produits font l'objet d'un commerce entre le monde méditerranéen et le monde celtique depuis bien longtemps déjà où ils sont attestés depuis plus d'un siècle. De plus, les personnages comme Arruns et Lucumon ont certainement été inventés et portent les mêmes noms que les personnages de l'histoire des Tarquins. Pour finir, selon le récit légendaire, les Étrusques de Clusium semblent entrer en contact avec les Gaulois pour la première fois alors que ces derniers s'infiltrent dans le Nord de l'Italie et en Étrurie depuis au moins le début du Ve siècle av. J.-C.

#### L'enrôlement de mercenaires gaulois
Les infiltrations celtes en Italie se traduisent par exemple par l'installation de populations celtes dans les cités étrusques, et ce depuis la fin du VIe siècle av. J.-C. Des chefs de guerre gaulois ont probablement proposé leurs services à ces cités, mettant leurs troupes à disposition. Comme le suggère le récit traditionnel, un de ces chefs de guerre a pu être enrôlé avec ses hommes comme mercenaires par un parti politique de la ville de Clusium afin de déstabiliser et de prendre le dessus sur un parti adverse. Mais contrairement à ce qu'avancent les auteurs antiques, cette pratique n'est pas exceptionnelle. Une fois l'objectif de déstabilisation atteint, l'attention des Gaulois mercenaires a pu être détournée vers Rome qui venait de s'enrichir d'un important butin pris aux Véiens.

#### Le rôle desFabii
Même s'il est reconnu que les Romains entretiennent des relations avec la cité étrusque d'où proviennent des ravitaillements en blé, certains historiens remettent en doute l'intervention de Rome dans le conflit opposant les Gaulois à Clusium, et plus précisément l'intervention de membres de la gens Fabia. En effet, il existe un étrange synchronisme entre le Dies Alliensis, jour de la bataille de l'Allia, et le Dies Cremerensis, jour de la bataille du Crémère, qui tomberaient également un 18 juillet et pour laquelle est également engagée la responsabilité des membres de la gens Fabia. Cette coïncidence fait penser à un doublet et a pu entraîner une confusion chez les auteurs antiques.
Toutefois, il est possible que des membres de la gens Fabia aient eu un rôle à jouer dans ce qui a déclenché le mouvement des Gaulois vers Rome. En effet, il s'agit d'un évènement peu glorieux à mettre au compte de cette famille alors que c'est un membre de cette même famille, l'historien Quintus Fabius Pictor, qui a contribué à établir le récit traditionnel. S'il a retenu la version engageant la responsabilité des Fabii, c'est certainement parce qu'elle s'imposait par la réalité des faits tels qu'ils sont connus à son époque.

## Déroulement

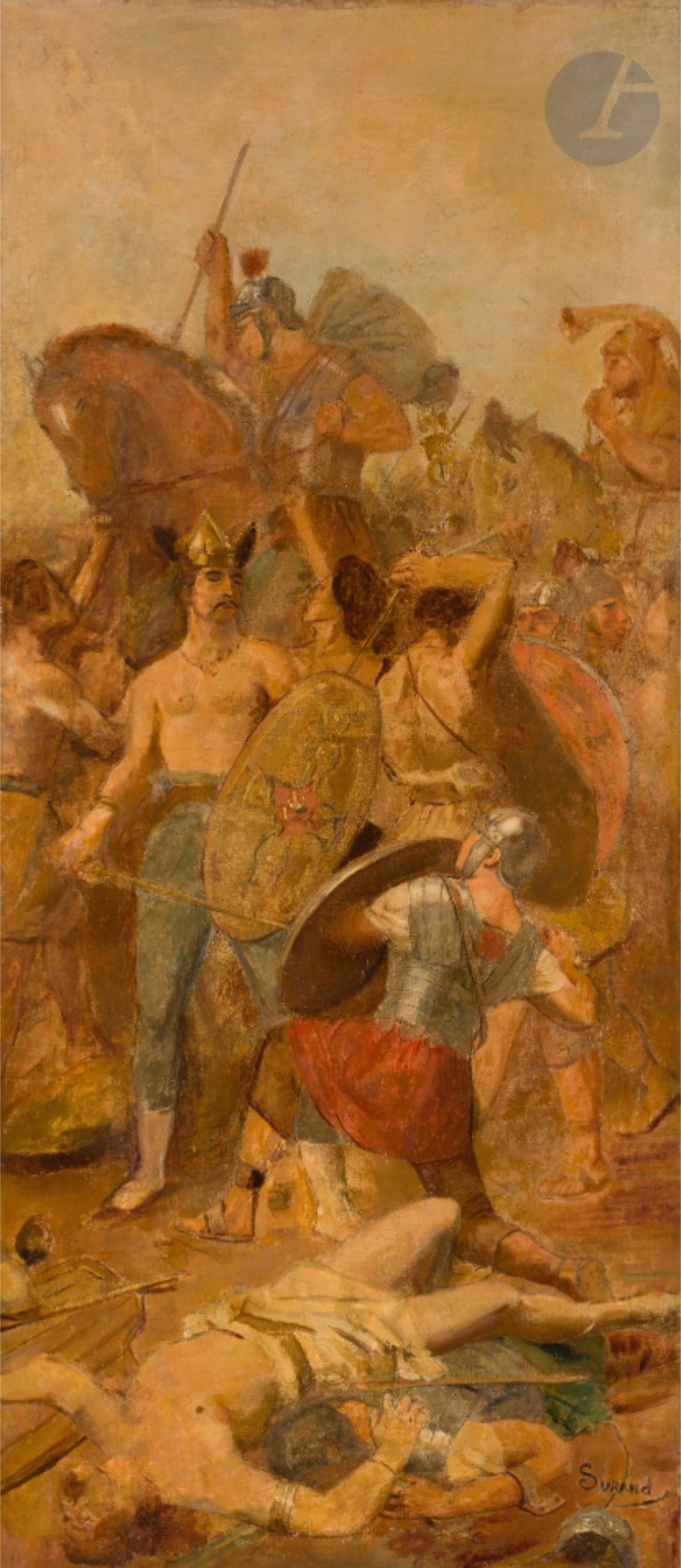
« La bataille de l'Allia », Gustave Surand, 1905.

Les Gaulois de Brennus descendent vers le sud en suivant la via Salaria qui longe le Tibre. Pris de vitesse, les Romains réunissent une armée en hâte à l'alerte du « tumulte gaulois » (tumultus gallicus), placée sous le commandement du tribun consulaire Quintus Sulpicius Longus. Si les effectifs réunis peuvent paraître suffisants en nombre, ils comptent en fait un bon nombre de soldats inexpérimentés. Selon l'historien grec Polybe, les Latins fournissent des contingents venus grossir l'armée romaine mais selon les annalistes romains, Rome est abandonnée par ses alliés latins et herniques. L'armée romaine se porte à la rencontre des Gaulois qui sont arrêtés à 16 kilomètres à peine de Rome, un peu au nord de Fidènes, près de la rivière Allia, affluent de la rive gauche du Tibre. Les effectifs sont évalués à un maximum de 15 000 hommes pour l'armée romaine, contre 30 000 hommes pour l'armée gauloise mais ces estimations paraissent aujourd'hui fortement exagérées.
C'est la première fois que les Romains affrontent les Gaulois. Ces derniers, dispersés un peu partout sur le champ de bataille, donnent l'impression aux Romains d'être beaucoup plus nombreux. Avant la bataille, selon la coutume de l'époque, les Celtes font entendre des chants religieux invoquant les dieux de la guerre qui ont pour conséquence de semer la crainte dans les rangs romains. Le tribun consulaire Longus place ses réserves sur une hauteur avec pour mission de prendre l'armée ennemie à revers tandis que lui-même affronte l'ennemi au centre. Toutefois, le chef gaulois Brennus ne tombe pas dans le piège tendu et déjoue la tactique de Longus en lançant l'assaut non pas sur les troupes du tribun, mais directement en direction des réserves,.
La surprise et l'effroi inspirés par les cris de guerre des Celtes sont tels que les lignes romaines sont enfoncées dès le premier choc. Le combat, très bref, se transforme en retraite généralisée et complètement désorganisée pour les Romains. Dans leur déroute, les Romains se bousculent et sont en majorité massacrés. Beaucoup, fuyant vers le fleuve, meurent noyés, emportés par le courant et par le poids de leurs armes. Les survivants se réfugient dans la cité étrusque de Véies qu'ils fortifient. Bien peu parviennent à rejoindre Rome.
Tite-Live justifie la défaite romaine par le non-respect de rites religieux et la précipitation du commandement : 

« Les tribuns militaires, sans avoir d'avance choisi l'emplacement de leur camp, sans avoir élevé un retranchement qui pût leur offrir une retraite et ne se souvenant pas plus des dieux que des hommes, rangent l'armée en bataille, sans prendre les auspices et sans immoler de victimes. »

## Conséquences
La défaite totale subie le 18 juillet a certainement pris de court les Romains de l'époque étant donné qu'elle intervient dans une période où Rome gagne subitement en puissance après la chute de Véies. Le jour de ce désastre devient dès lors un jour maudit (dies religiosus), un jour funeste (dies astra) connu également sous le nom de dies Alliensis. La victoire des Gaulois de Brennus leur ouvre la route de Rome sans plus de résistance. Selon la tradition antique, une des premières mesures prises par les autorités romaines est de mettre en sécurité les objets les plus sacrés de la ville, confiés aux vestales et flamines. Ils sont envoyés sous la direction d'un certain Lucius Albinius à Cæré, cité étrusque qui entretient de bons rapports avec les Romains depuis la prise de Véies. Si ce Lucius Albinius paraît être un personnage historique, l'envoi des objets sacrés tel qu'il est présenté par les auteurs antiques pourrait être une invention permettant d'assurer « la continuité du culte national ».
Trois jours après la bataille, les Gaulois investissent Rome, les défenses de la ville ayant été dégarnies. Selon la tradition, tous les Romains qui le peuvent, essentiellement représentants de la jeunesse romaine, se réfugient sur le Capitole et se préparent à défendre la citadelle face aux assauts gaulois imminents. Les magistrats les plus âgés prononcent la devotio et restent dans leurs maisons autour du Forum en attendant d'être mis à mort par les assaillants gaulois.